# Pseudophaloe
Pseudophaloe is een geslacht van vlinders van de familie spinneruilen (Erebidae), uit de onderfamilie Arctiinae.

## Soorten
- P. cerealia Druce, 1884
- P. cotta Druce, 1897
- P. helotes Druce, 1884
- P. isosoma Prout, 1920
- P. latifascia Hering, 1925
- P. ninonia Druce, 1884
- P. patula Walker, 1854
- P. schausii Edwards, 1884
- P. stenoxantha Hering, 1925
- P. tellina Weymer, 1895
- P. tellinoides Hering, 1925
- P. tessmanni Hering, 1925
- P. triangulata Dognin, 1919
- P. troetschi Druce, 1884
- P. verania Druce, 1884
- P. xiphydria Zerny, 1928